# Sea Breeze (Manöver)

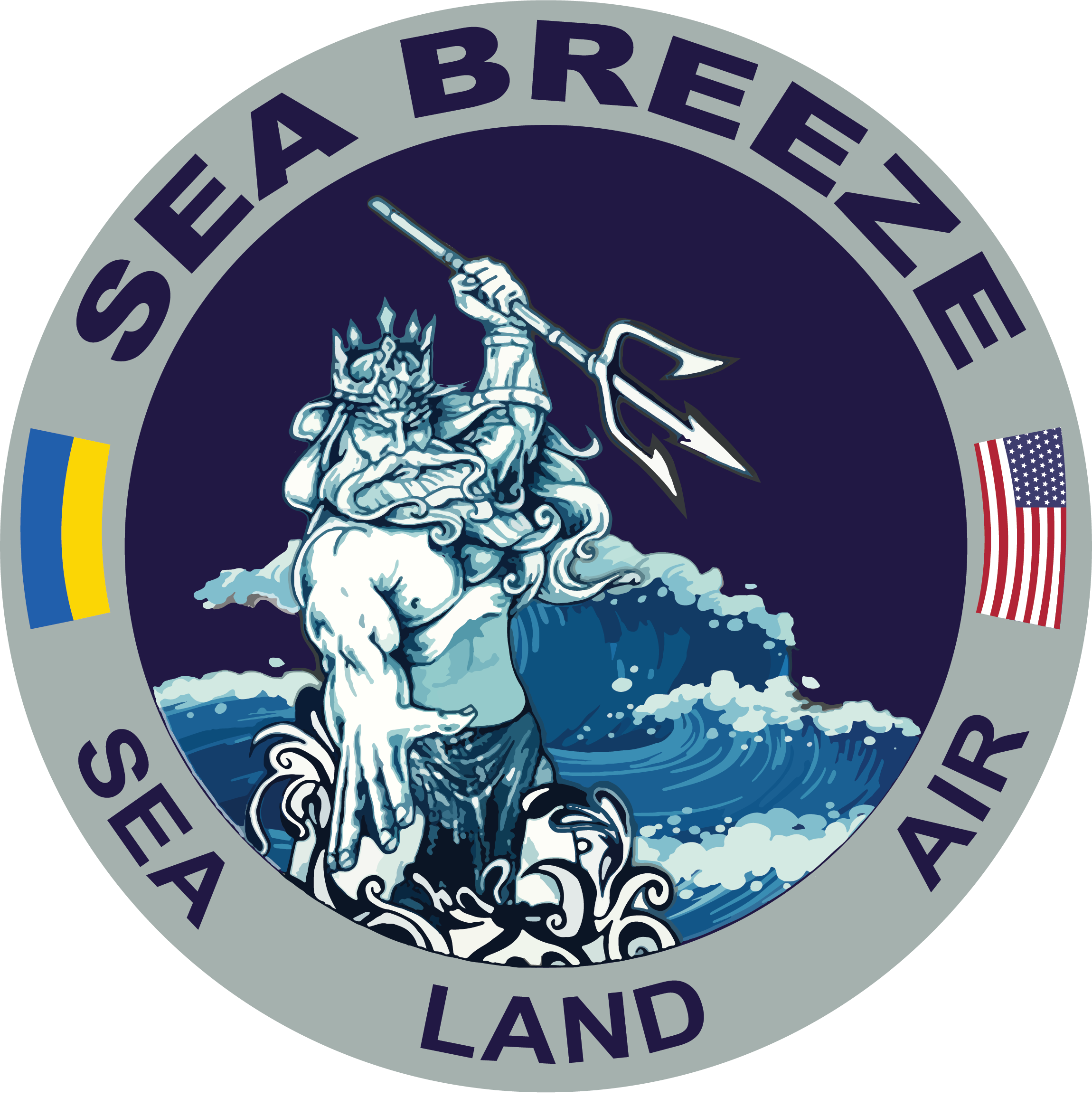
Sea Breeze 2021

Sea Breeze ist ein jährlich stattfindendes Marine-Manöver der Ukraine, das sie seit 1997 im Rahmen der Partnerschaft für den Frieden mit den Vereinigten Staaten und anderen Mitgliedsstaaten der NATO im Schwarzen und im Asowschen Meer durchführt.

## Geschichte
In den Jahren 2005 und 2009 musste das Manöver aufgrund von gegen die NATO und die USA gerichteten Demonstrationen der Bevölkerung auf der Krim abgebrochen werden.
An politischer Brisanz gewann das Manöver nach der Annexion der Halbinsel Krim 2014 durch Russland. Russland sieht das Schwarze Meer als seinen Einflussbereich. 2020 erklärte die US Navy, das Schwarze Meer sei eine wesentliche Wasserstraße, die für den Seehandel und die Sicherheit in ganz Europa wichtig sei. Es sei im Interesse der Welt, „eine stabile, wohlhabende Schwarzmeer-Region zu erhalten und aggressive Akteure abzuschrecken, die zu ihrem eigenen Vorteil eine Destabilisierung anstreben“.
Im Sommer 2021 waren Einheiten aus 32 Staaten mit insgesamt rund 5000 Soldaten an dem Manöver beteiligt. Mehr als 30 Schiffe und 40 Flugzeuge waren im Einsatz. Es war das bis dahin größte Sea-Breeze-Manöver. 2021, wenige Tage vor der Übung, forderte Russland die USA und ihre NATO-Verbündeten auf, sich nicht an dem Manöver der Ukraine zu beteiligen. Im Vorfeld der Übung war es zu zwei gleichartigen Zwischenfällen mit der britischen HMS Defender (Daring-Klasse) und der niederländischen HNLMS Evertsen gekommen. Nach Angaben aus Moskau drängte die russische Küstenwache mit Luftunterstützung der Schwarzmeerflotte den britischen Zerstörer mit Warnschüssen und Bombenabwürfen auf seiner Route aus den als eigenes Territorium beanspruchten Gewässern. Ähnliches geschah später auch bei der niederländischen Fregatte HNLMS Evertsen, die ebenfalls auf dem Weg zu Sea Breeze war. Die Regierung in London dementierte die Angaben und sprach von einer russischen Militärübung, die nicht der Defender gegolten habe. Nach Medienberichten wurden die öffentlich einsehbaren AIS-Daten der beiden Schiffe manipuliert.

## Gutachten des Wissenschaftlichen Dienstes des Deutschen Bundestages
Am 2. September 2015 veröffentlichte der Wissenschaftliche Dienst des Deutschen Bundestages das Gutachten „Zur Frage der Vereinbarkeit von Aktivitäten der NATO in der Ukraine mit den im Zwei-Plus-Vier-Vertrag gegenüber der Sowjetunion eingegangenen Verpflichtungen“, in dem es um die neben der Beteiligung der Bundeswehr an Rapid Trident und Saber Guardian in erster Linie um die Beteiligung an Sea Breeze geht.
In ihrem Sachstandsbericht kommen die Gutachter zu dem Schluss, dass „[die] Militärübungen ‚Rapid Trident‘ und ‚Saber Guardian‘ […] – obwohl im Geiste des NATO-Partnerschaftsprogramms ‚Partnership for Peace‘ durchgeführt – keine NATO-Aktivitäten, sondern Übungen des Europäischen Heereskommandos der Vereinigten Staaten (USAREUR)“ sind. „Sowohl das Manöver Sea Breeze als auch die Maßnahmen der NATO zur Unterstützung der ukrainischen Streitkräfte beim Aufbau militärischer Fähigkeiten dürften unter Berücksichtigung des Umfangs und Art der beteiligten Kräfte sowie der jeweiligen Zielsetzung der Maßnahmen – selbst aus Sicht der Russischen Föderation (als Rechtsnachfolger der Sowjetunion) – weder ihre Sicherheitsinteressen berühren noch in irgendeiner Art und Weise eine Androhung von Gewalt darstellen. Denn die Maßnahmen der NATO zur Unterstützung der ukrainischen Streitkräfte, zu denen keine Waffenlieferungen zählen, sollen ausschließlich die Interoperabilität der ukrainischen Streitkräfte und nicht ihre Angriffsfähigkeit erhöhen.“